# István Kecskés
István Kecskés (ur. 20 września 1947 w Miszkolcu, zm. 24 lutego 2025 w Szanghaju) – węgiersko-amerykański językoznawca. Zajmował się zagadnieniami z zakresu pragmatyki, problematyką bilingwizmu oraz pedagogiką języka obcego.
Uchodził za jednego z pionierów pragmatyki interkulturowej. Był założycielem i redaktorem naczelnym czasopisma „Intercultural Pragmatics”. Należał do głównych organizatorów Międzynarodowej Konferencji nt. Pragmatyki Interkulturowej i Komunikacji.

## Publikacje (wybór)
- Foreign Language and Mother Tongue (współautorstwo, 2000)
- Intercultural Pragmatics (2014)
- English as a Lingua Franca: The pragmatic perspective (2019)
- Impoverished pragmatics? The semantics-pragmatics interface from an intercultural perspective (2019)